# Померки (Лебединский район)
Померки (укр. Помірки) — село,
Василевский сельский совет,
Лебединский район,
Сумская область,
Украина.
Код КОАТУУ — 5922981604. Население по переписи 2001 года составляло 122 человека .

## Географическое положение
Село Померки находится в 4-х км от правого берега реки Грунь.
На расстоянии в 0,5 км расположено село Савониха, в 2-х км — посёлок Мирное.
По селу протекает пересыхающий ручей с запрудой.